# 공포의 일격
두 번 공격 당하게 되면 쓰러지는데 공포의 일격이란 한번 공격 당했는데 두번 공격 당한것으로 판정되는 것이다.
공포의 일격은 판자를 넘을 때, 창틀을 넘을 때, 광기의 의자에서 구출하는 동안, 마술사가 아닌데 마술봉을 썼을 때의 은신 상태에서 맞을 때 발동된다.